# Lille, Bỉ
Lille là một đô thị ở tỉnh Antwerp. Đô thị này gồm các thị trấn Gierle, Lille, Poederlee và Wechelderzande. Tại thời điểm ngày 1 tháng 1 năm 2006, Lille có dân số 15.509 người. Tổng diện tích là 59,40 km² với mật độ dân số là 261 người trên mỗi km².

## Cư dân nổi bật
- Frans Van Giel, họa sĩ (1892-1975)